# Shinjuku-Tōhō-Gebäude

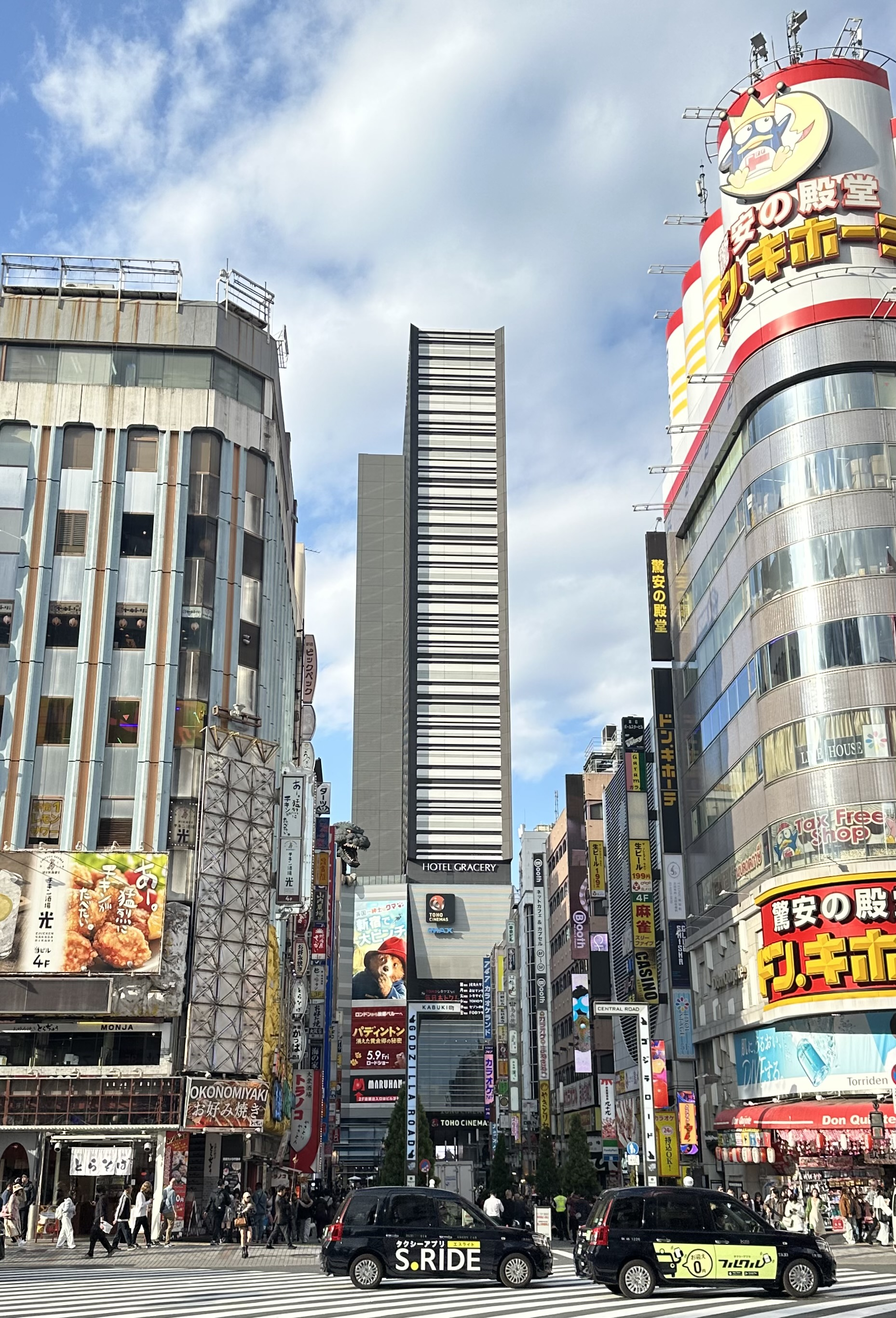
Shinjuku-Tōhō-Gebäude, 2025

Das Shinjuku-Tōhō-Gebäude (japanisch 新宿東宝ビル Shinjuku Tōhō biru, englisch Shinjuku Toho Building) ist ein Hochhaus in Tokio in Japan.

## Lage
Das Hochhaus steht im Stadtteil Kabukichō des Tokioter Bezirks Shinjuku. Die Adresse lautet 1-19-1 Kabukichō, Shinjuku-ku, Tōkyō-to.

## Architektur und Geschichte
Das Gebäude wurde im Frühjahr 2015 fertiggestellt und verfügt über 30 oberirdische und ein unterirdisches Geschoss. Es erreicht eine Höhe von 130,25 Metern und war damit das erste Haus mit einer Höhe von mehr als 100 Metern in der Nachbarschaft. Die Gestaltung und der Bau erfolgte durch die Takenaka Corporation. Insgesamt besteht eine Nutzfläche von 54.735 m². Zuvor befand sich an dieser Stelle des Shinjuku Koma Theater.
Genutzt wird der Bau vom Kino Toho Cinemas Shinjuku und dem Hotel Gracery Shinjuku. Auf die Kinonutzung verweist der markante Godzillakopf am Gebäude. Das Kino verfügt über 2347 Plätze in zwölf Sälen.